# Библиотека „Вук Караџић” Алексинац
Библиотека „Вук Караџић” Алексинац је настављач традиције читаонице „Касина” основане 1866. године. године.
Библиотека у Алекснцу у оваквом облику формира се 1936. године у згради данашњег угоститељског објекта „Балкан”. После Другог светског рата библиотека остаје у граду али се сели у друге просторије у главној улици (простор некадашњег “Квалитета” Алексинац).
Добија простор за свој рад 1983. године у коме и данас функционише и ради у анексу зграде Центра за Уметност и културу Алексинац. Године 1995. постаје самостална установа у култури.
Библиотека има засебна одељења на Алексиначком Руднику, у Житковцу и у Тешици, као и библиобус којим снабдева књигама остала села. Има и своје издаваштво и објављује наслове од важности за историју и културу Алексинца. 